# Carlo Mosca
Carlo Mosca (Milano, 12 ottobre 1945 – Roma, 30 marzo 2021) è stato un prefetto e magistrato italiano.

## Biografia
Ha conseguito la maturità classica presso il liceo della Scuola militare Nunziatella di Napoli. Era laureato in giurisprudenza e scienze politiche presso l'Università di Sassari e l'Università Federico II di Napoli. Presso quest'ultimo ateneo ha ottenuto il diploma di specializzazione in diritto e procedura penale.
Dopo avere trascorso parte della carriera nel corpo delle Guardie di Pubblica Sicurezza e, dal 1981, nel corpo prefettizio, è stato nominato prefetto nel 1993 e prefetto di prima classe nel 2000. Come tale, ha svolto le funzioni di vice-capo di gabinetto del Ministero dell'Interno sino al 1994, quando è diventato vice-direttore vicario del Sisde. Dal 1996 al 2000 ha svolto l'incarico di direttore della Scuola Superiore dell'Amministrazione dell'Interno e nel 2000 ha assunto quello di direttore dell'Ufficio Centrale legislativo e delle relazioni parlamentari presso il medesimo dicastero, presso il quale ha svolto dal 2003 al 2007 le funzioni di capo di gabinetto prima del ministro Giuseppe Pisanu e poi del presidente Giuliano Amato. 
È stato presidente e segretario generale dell'Associazione Nazionale dei Prefetti Italiani e presidente dell'Associazione Europea dei Rappresentanti dello Stato. Dal settembre 2007 al 2009 è stato prefetto di Roma. Nominato poi Consigliere di Stato ha svolto Dal 2009 al 2015 le funzioni presso la Seconda Sezione Consultiva e la Sesta Sezione Giurisdizionale. Dal settembre 2016 ha fatto parte del comitato scientifico degli Stati generali della lotta alla criminalità organizzata, presso il Ministero della giustizia e dal dicembre 2016 componente del Comitato dei Garanti del Consiglio dell'Autorità Nazionale Anticorruzione.
Ha insegnato presso l'Istituto Superiore di Polizia e la Scuola di Perfezionamento per le Forze di Polizia, ed inoltre diritto penale all'Università Cattolica di Milano e diritto di polizia, della circolazione stradale, criminalistica e diritto pubblico alla sicurezza all'Università degli Studi di Roma "La Sapienza".
È morto il 30 marzo 2021 per una polmonite ed è stato sepolto a Villanova Monteleone, paese d'origine della moglie e di cui era divenuto cittadino onorario nel 2008. Un mese dopo gli è stata intitolata l'aula magna della Scuola di perfezionamento per le forze di polizia.
Gli è stata intitolata anche la intera sede della Scuola Superiore dell'Amministrazione dell'Interno (ora sede didattico-residenziale del Ministero dell'Interno).

## Opere
- Profili strutturali del nuovo ordinamento della Polizia Italiana, Latina, Bucalo, 1981
- con P.Cesari, la Polizia Stradale. Competenze, attività e servizi, Roma, Lea, 1992
- con L.Mazza e L.Pistorelli, La disciplina di armi,munizioni ed esplosivi, Padova, Cedam, 1997
- Il coordinamento delle Forze di Polizia, Teoria Generale, Padova, Cedam, 2005
- Frammenti di identità ed etica prefettorale, Soveria Mannelli, Rubbettino, 2006
- I Servizi di informazione e il segreto di Stato insieme con S.Gambacurta - G.Scandone - M.Valentini, Milano, Giuffrè, 2008
- La nuova normativa sugli istituti di vigilanza, di investigazione privata e sulle guardie giurate insieme con P.Calvo - L.Mazza - G.Migliorelli,, Bari, Cacucci, 2009
- Il Prefetto Rappresentante dello Stato al servizio dei cittadini, Soveria Mannelli, Rubbettino, 2010
- La sicurezza come diritto di libertà: teoria generale delle politiche della sicurezza, Padova, Cedam, 2012
- La mediazione come strumento per la gestione dei conflitti. Il ruolo dei commercialisti, Tiaki publishing, 2015
- Il Prefetto e l'Unità nazionale, Napoli, Editoriale Scientifica, 2016
- Breviaria di diritto penale insieme con L.Mazza - M.Valentini - G.Scandone - P.F.Iovino - U.Pioletti, Napoli, Editoriale Scientifica, 2016
- La polizia stradale: settanta anni al servizio dei cittadini, Napoli, Editoriale Scientifica, 2017
- Giubileo misericordia e forze di polizia. Proposizioni per il radicamento di una moderna cultura democratica, Napoli, Editoriale Scientifica, 2017
- Aldo Camporota. Testimone di etica del servizio pubblico, Napoli, Editoriale Scientifica, 2017
- Democrazia e intelligence italiana. Dieci anni dopo la cultura, diritto e nuove sfide della democrazia, Napoli, Editoriale Scientifica, 2018
- La sicurezza, Napoli, Editoriale Scientifica, 2021